# Triphosa tremulata
Triphosa tremulata är en fjärilsart som beskrevs av Achille Guenée 1858. Triphosa tremulata ingår i släktet Triphosa och familjen mätare. Inga underarter finns listade i Catalogue of Life.